# Lithocarpus lithocarpaeus
Lithocarpus lithocarpaeus är en bokväxtart som först beskrevs av Oerst., och fick sitt nu gällande namn av Karl Jesper Hjelmquis. Lithocarpus lithocarpaeus ingår i släktet Lithocarpus och familjen bokväxter. Inga underarter finns listade.